# Feira Nacional do Livro de Ribeirão Preto
A Feira Internacional do Livro de Ribeirão Preto é a maior feira do livro a céu aberto do Brasil.
A Feira é realizada pela Fundação Feira do Livro, juntamente com a prefeitura municipal e conta com o apoio do setor público e privado nacional. Todo o evento é gratuito.
Em 2009, a Feira chegou à sua 9a. edição e contou com mais de 100 escritores nacionais e internacionais, cerca de 60 apresentações musicais, além de atividades culturais variadas para todas as idades.
A partir de 2011 a Feira do Livro de Ribeirão Preto tem como objetivo definido superar as expectativas na realização de um dos maiores eventos culturais do Brasil. Organizado pela Fundação Feira do Livro, com apoio da Prefeitura Municipal, o evento contará com ampla infraestrutura, ocupando as praças Carlos Gomes, XV de Novembro e Esplanada do Teatro Pedro II, se estendendo também ao Parque Ecológico Maurílio Biagi e Estúdios Kaiser de Cinema.
Em 2019, a feira passou a ser reconhecida internacionalmente, superando a Bienal do Livro de São Paulo em tamanho e qualidade, sendo chamada a partir de então, de Feira Internacional do Livro de Ribeirão Preto.